# Ірландсько-ефіопські відносини
Ірландсько-ефіопські відносини — двосторонні дипломатичні відносини між Федеративною Демократичною Республікою Ефіопія і Республікою Ірландія. Обидві країни встановили дипломатичні відносини в 1994, в тому ж році було відкрито ірландське посольство в Аддис-Абебі. Через кілька років Ефіопія відкрила своє посольство в Дубліні.
21 лютого 1995 Ірландія і Ефіопія підписали Технічну угоду. У тому ж році міністр закордонних справ Ірландії Джоан Бертон відвідала Ефіопію.
У 2002 прем'єр-міністр Мелес Зенаві і міністр закордонних справ Сейюм Месфін з офіційним візитом прибули до Дубліна.

## Фінансова допомога
У 2007 Ірландія виплатила 58,94 млн дол, ставши шостою країною за масштабами фінансової допомоги для Ефіопії. Ірландська фінансова допомога включає гранти, спрямовані на розвиток охорони здоров'я та освіти, боротьбу з інфекціями ВІЛ та СНІД. Допомога від Ірландії здійснюється як безпосередньо, так і через місіонерські товариства. Загальні гранти в 2007 році склали 32 мільйони євро. У попередньому році сума склала понад 37 мільйонів євро. У січні 2003 року ірландський міністр закордонної допомоги Том Кітт відвідав Ефіопію. Метою візиту була допомога в боротьбі з голодом в країні. Він відвідав район Тігрея, який в той час був найбільш схильний до голоду.